# Úrvalsdeild Karla 1964
La Úrvalsdeild Karla 1964 fue la 53.ª edición del campeonato de fútbol islandés. El campeón fue el Keflavík, que clasificó a la Copa de Campeones de Europa 1965-66. Þróttur descendió a la 2. deild karla.

## Tabla de posiciones
|   | Equipo          | PJ | PG | PE | PP | GF | GC | Dif | Pts |
| - | --------------- | -- | -- | -- | -- | -- | -- | --- | --- |
| 1 | Keflavík        | 10 | 6  | 3  | 1  | 25 | 13 | +12 | 15  |
| 2 | ÍA              | 10 | 6  | 0  | 4  | 27 | 21 | +6  | 12  |
| 3 | Valur Reykjavik | 10 | 4  | 3  | 3  | 16 | 15 | +1  | 11  |
| 4 | KR Reykjavik    | 10 | 3  | 2  | 5  | 19 | 24 | -5  | 8   |
| 5 | Fram Reykjavík  | 10 | 2  | 3  | 5  | 16 | 20 | -4  | 7   |
| 6 | Þróttur         | 10 | 2  | 3  | 5  | 14 | 24 | -10 | 7   |